# Essential (CCCP - Fedeli alla linea)
Essential è una raccolta del gruppo musicale italiano CCCP - Fedeli alla linea, pubblicata il 24 aprile 2012.

## Descrizione
La raccolta contiene una selezioni di brani tratti dalla discografia del gruppo italiano degli anni ottanta, rimasterizzata nel 2008. È stata pubblicata in formato CD dalla EMI nel 2012.

## Tracce
1. Curami (rimescolata)
2. Rozzemilia
3. Tu menti
4. A ja ljublju SSSR (Gimm sovetskogo soyusa)
5. Fedele alla Lira
6. Huligani Dangereux
7. Svegliami
8. Oh! Battagliero
9. Amandoti (sedicente cover)
10. Inch'Allah - Ça va (Single Version)
11. Annarella
12. Tomorrow